# مجلس المستشارين (المغرب)
مجلس المستشارين المغربي (أمازيغية: ⴰⵙⵇⵇⵉⵎ ⵏ ⵉⵏⵙⴼⴰⵡⵏ) هو الغرفة الثانية من البرلمان المغربي بعد مجلس النواب.

## السياق التاريخي
بناء على ما ورد في الفصل 63 من دستور المملكة المغربية لسنة 2011 الجديد فإنه يتم تجديد المجلس عبر انتخابات حسب الأحكام الانتقالية للدستور الجديد وخصوصا الفصل 176.

## المجلس
يتكون مجلس المستشارين من 90 عضوا على الأقل، و 120 عضوا على الأكثر، ينتخبون بالاقتراع العام غير المباشر، لمدة ست سنوات، على أساس التوزيع التالي:
- ثلاثة أخماس الأعضاء يمثلون الجماعات الترابية، يتوزعون بين جهات المملكة بالتناسب مع عدد سكانها، ومع مراعاة الإنصاف بين الجهات. ينتخب المجلس الجهوي على مستوى كل جهة، من بين أعضائه، الثلث المخصص للجهة من هذا العدد. وينتخب الثلثان المتبقيان من قبل هيئة ناخبة تتكون على مستوى الجهة، من أعضاء المجالس الجماعية ومجالس العمالات والأقاليم.
- خمسان من الأعضاء تنتخبهم، في كل جهة، هيئات ناخبة تتألف من المنتخبين في الغرف المهنية، وفي المنظمات المهنية للمشغلين الأكثر تمثيلية، وأعضاء تنتخبهم على الصعيد الوطني، هيئة ناخبة مكونة من ممثلي المأجورين.

ويبين قانون تنظيمي عدد أعضاء مجلس المستشارين، ونظام انتخابهم، وعدد الأعضاء الذين تنتخبهم كل هيئة ناخبة، وتوزيع المقاعد على الجهات، وشروط القابلية للانتخاب، وحالات التنافي، وقواعد الحد من الجمع بين الانتدابات، ونظام المنازعات الانتخابية.
يُنتخب رئيس مجلس المستشارين وأعضاء المكتب، ورؤساء اللجان الدائمة ومكاتبها، في مستهل الفترة النيابية، ثم عند انتهاء منتصف الولاية التشريعية للمجلس.
ينتخب أعضاء المكتب على أساس التمثيل النسبي لكل فريق.

### رؤساء مجلس المستشارين في المغرب
| الرئيس              | الحزب                     | الفترة      |
| ------------------- | ------------------------- | ----------- |
| محمد جلال السعيد    | حزب الاتحاد الدستوري      | 1997 - 2000 |
| مصطفى عكاشة         | حزب التجمع الوطني للأحرار | 2000 - 2008 |
| المعطي بنقدور       | حزب التجمع الوطني للأحرار | 2009        |
| محمد الشيخ بيد الله | حزب الأصالة والمعاصرة     | 2009 - 2015 |
| عبد الحكيم بنشماش   | حزب الأصالة والمعاصرة     | 2015 - 2021 |
| النعم ميارة         | حزب الإستقلال             | 2021 - 2024 |
| محمد ولد الرشيد     | حزب الإستقلال             | 2024        |

## وصلات خارجية
- الموقع الرسمي لمجلس المستشارين المغربي